# كامي فرازير
كامي فرازير (بالإنجليزية: Cammy Fraser)‏ هو لاعب كرة قدم بريطاني في مركز الوسط، ولد في 22 يوليو 1957 في دندي في المملكة المتحدة. لعب مع ريث روفرز ونادي دندي ونادي رينجرز ونادي مونتروز لكرة القدم وهارت أوف ميدلوثيان.